# De Wilp
De Wilp – wieś w Holandii, w prowincji Groningen, w gminie De Marne. Część budynków w miejscowości znajduje się w gminie Opsterland, w prowincji Fryzja.